# Edgaras Venckaitis
Edgaras Venckaitis (Tauragė, 12 de diciembre de 1985) es un deportista lituano que compite en lucha grecorromana. Ganó una medalla de bronce en el Campeonato Mundial de Lucha de 2014, en la categoría de 66 kg. Su hermano Valdemaras también campitió en lucha grecorromana.
Participó en dos Juegos Olímpicos de Verano, en los años 2012 y 2016, ocupando el quinto lugar en Londres 2012, en la categoría de 66 kg.

## Palmarés internacional
| Campeonato Mundial | Campeonato Mundial   | Campeonato Mundial | Campeonato Mundial |
| Año                | Lugar                | Medalla            | Categoría          |
| ------------------ | -------------------- | ------------------ | ------------------ |
| 2014               | Taskent (Uzbekistán) | Medalla de bronce  | 66 kg              |